# Rin Shin
Rin Shin (りんしん, Estilizado Rin-Sin) é um designer, animador e ilustrador de hentais japonês.

## Trabalhos
- Midnight Panther
- Dokyusei 2
- Dokyusei 2 Special: Sotsugyousei
- I"s
- Inma Seiden
- Kite
- La Blue Girl
- Twin Angels
- Venus 5
- Words Worth
- Hininden Gausu
- Ikki Tousen: Dragon Destiny - Designer de personagens e diretor chefe de animações
- Elfen Lied - animação da abertura e final
- High School Girl
- To Love-Ru: key animation
- Queen's Blade: Rurō no Senshi - Designer de personagens e chefe de animações
- Wanna Be the Strongest in the World - Designer de personagens[1]